# Thomas Kreuzer (Theologe)
Thomas Kreuzer (* 1967) ist ein deutscher Theologe und Kommunikationswirt, Mitarbeiter und Geschäftsführer der Fundraising-Akademie in Frankfurt am Main.

## Leben
Kreuzer studierte in Frankfurt, Rom und Heidelberg Theologie und Kommunikationswissenschaft. Er absolvierte das Vikariat und bestand das zweite kirchliche Examen in Theologie, anschließend promovierte er in Theologie (Sozialethik). Seit 1999 ist der Mitarbeiter und Leiter der Fundraising-Akademie, einer gemeinnützigen Tochtergesellschaft des Gemeinschaftswerks der Evangelischen Publizistik und des Deutschen Fundraising Verbands. Er ist Vorsitzender des Stiftungsrats der Stiftung von World Vision Deutschland. Seit 2007 ist er Vorsitzender der Frankfurter Bibelgesellschaft. Im Jahr 2019 erhielt er den Deutschen Fundraising Preis für sein herausragendes persönliches Engagement für die Entwicklung des Fundraisings in Deutschland.

## Schriften
- mit Holger Tremel (Hrsg.): Wo Elefanten schwimmen und Lämmer waten. Von Tiefen und Untiefen der Kommunikation. Festgabe für Wolfgang Kroeber. Lit, Berlin, Münster 2010, ISBN 978-3-643-10571-4.
- mit Claudia Andrews, Paul Dalby (Hrsg.): Geben, Schenken, Stiften – theologische und philosophische Perspektiven. Lit, 2005, ISBN 3-8258-9023-6.
- Gemeinschaft der Ev. Publizistik. In: Öffentlichkeitsarbeit für Nonprofit-Organisationen. Gabler 2004, ISBN 3-409-12422-5.
- Dokumentation einer Kooperationstagung der Akademie Franz-Hitze-Haus mit dem Eine Welt Netz NRW ... am 5. November 2003 in der Akademie Franz-Hitze-Haus. In Fundraising für Umwelt und Entwicklung. Dialog, Münster, ISBN 3-933144-82-5.
- Kontexte des Selbst. Eine theologische Rekonstruktion der hermeneutischen Anthropologie Charles Taylors / Thomas Kreuzer. Kaiser, Gütersloh 1999, ISBN 3-579-02638-0.
- mit Thomas Hoerschelmann, Thomas Weiß (Hrsg.): Problemwahrnehmungen. Aufsätze zu den Aufgabenstellungen der Theologischen Ethik. Yorick Spiegel zum 60. Geburtstag. VDG, Weimar 1997, ISBN 3-932124-96-0.